# Dernières Nouvelles d’Alsace

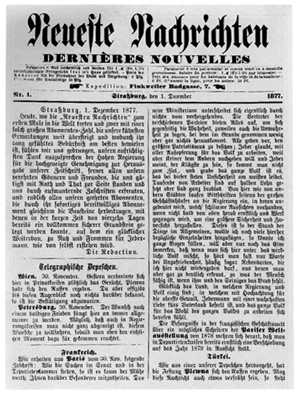
Erstausgabe der Neuesten Nachrichten vom 1. Dezember 1877

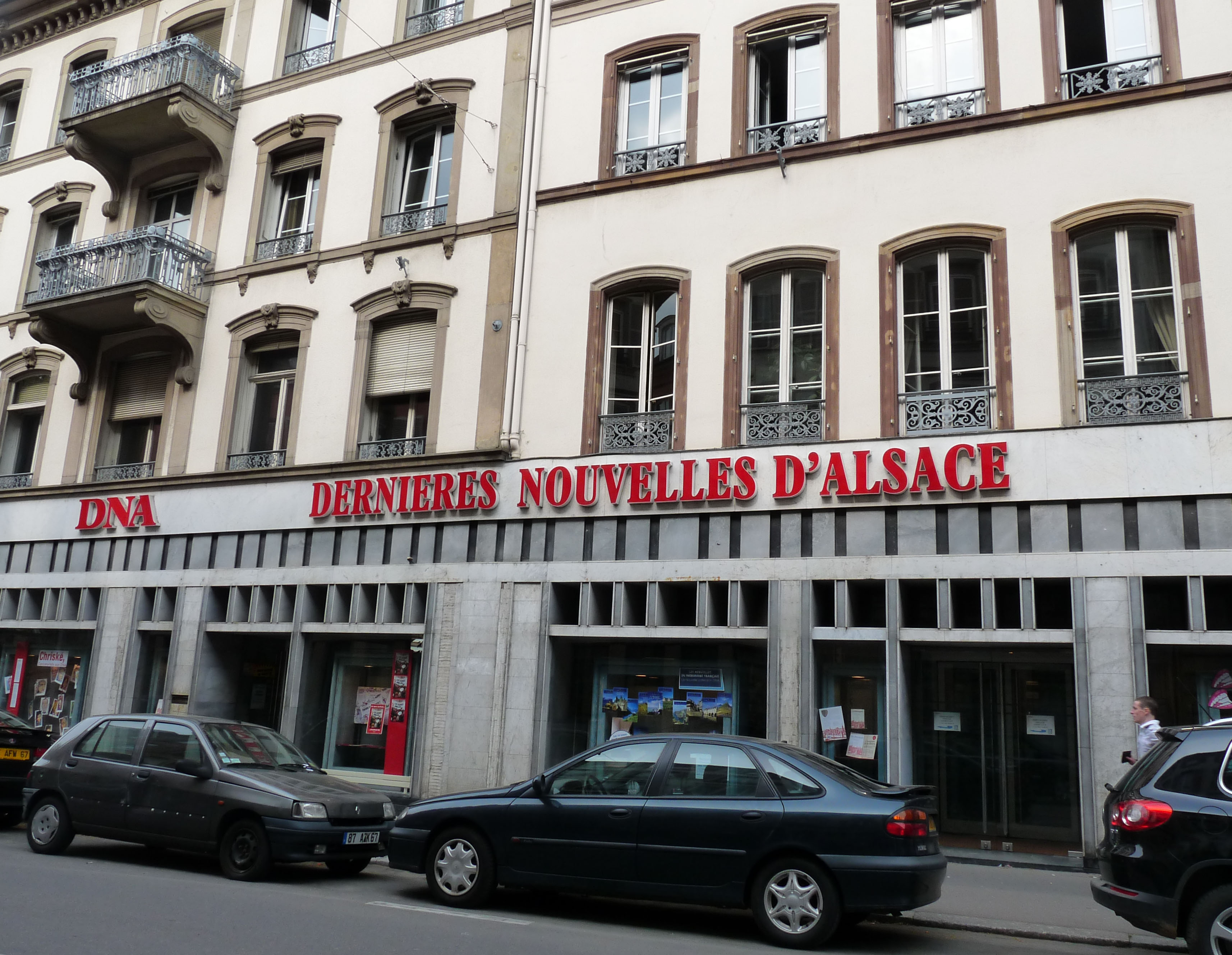
Sitz in Straßburg

Die Dernières Nouvelles d’Alsace (DNA) (Elsässische Neueste Nachrichten) sind eine französisch- und bis März 2012 auch deutschsprachige Tageszeitung aus Straßburg. Die DNA sind die führende Zeitung des Elsass und eine der größten Zeitungen Frankreichs.
Die Zeitung wurde 1877 vom Verleger und Drucker Heinrich Ludwig Kayser aus Bruchmachtersen (heute Stadtteil Salzgitters) als Straßburger Neueste Nachrichten gegründet. Die damals kostenlos verteilte Nullnummer erschien am 17. November, die Erstausgabe am 1. Dezember 1877. Obwohl damals in Straßburg bereits mehrere Tageszeitungen erschienen (Straßburger Zeitung, Straßburger Bote und andere), wurden die Neuesten Nachrichten schnell zu einem großen Erfolg. Das Blatt richtete sich an eine breite Leserschicht und führte als erste Zeitung des Elsass Kleinanzeigen für Gewerbetreibende und Privatleute ein.
Seit Beginn des Jahres 1878 veröffentlichten die Neuesten Nachrichten täglich die Zahl ihrer Abonnenten innerhalb und außerhalb der Stadt Straßburg, eine für die medienhistorische Forschung wichtige Datenquelle, anhand derer die Ausbreitung der Zeitung präzise nachvollzogen werden kann. Bereits am 8. Dezember 1877 hatten die Neuesten Nachrichten 1000 Abonnenten, 1880 waren es bereits 10.000. Die Stadtbevölkerung nahm die neue Zeitung schneller an als die Bewohner des ländlichen Umlands. Erst nach 16 Monaten, im April 1879, überstieg die Zahl der Abonnenten außerhalb Straßburgs die der Kunden innerhalb der Stadt. Die Bedeutung der Zeitung kam auch im Untertitel zum Ausdruck: General-Anzeiger für Elsaß-Lothringen, die verbreitete Zeitung Südwestdeutschlands.
Die Zeitung beruft sich seit der Gründung auf die zweisprachige Tradition des Elsass und gehörte zu den Unterstützern der deutsch-französischen Aussöhnung nach dem Zweiten Weltkrieg. Ausdruck dieses grenzüberschreitenden Horizontes war die Existenz einer täglich erscheinenden deutschsprachigen Ausgabe der DNA.
Die deutschsprachige Ausgabe mit einem blauen Titel wurde aufgrund der zu gering gewordenen Nachfrage im März 2012 eingestellt. Dies spiegelt den Bedeutungsverlust der deutschen Sprache und der deutschsprachigen Medien im Elsass in den letzten Jahrzehnten allgemein wider. Seither erschienen noch eine wöchentliche deutschsprachige Beilage unter dem Titel Deutsche Beilage / Supplément en allemand sowie deutschsprachige Nachrichten auf der Website der DNA. Während der Covid 19-Panedmie wurde die Publikation der deutschsprachigen Beilage und auch die deutschsprachigen Online-Nachrichten im März 2020 eingestellt. Seit Januar 2021 gibt die DNA zusammen mit der Tageszeitung L’Alsace eine neue deutschsprachige Ausgabe heraus: Unter dem Titel Rheinblick erscheint jede Woche ein 20-seitiges Magazin, das sich auf regionale Themen fokussiert.
Die französische Ausgabe, die mit einem roten Titel erscheint, hat eine Auflage von 134.000 Exemplaren (2018/2019).
Die DNA deckt mit 26 Lokalausgaben das gesamte Elsass ab. Sie erscheint im Verlag France Est Médias und beschäftigt 900 Mitarbeiter, darunter 200 professionelle Journalisten. Haupteigner ist der Pressetrust EBRA (Est Bourgogne Rhône Alpes) der Groẞbank Crédit Mutuel, der die wesentlichen Regionalzeitungen im Osten und Südosten Frankreichs kontrolliert. Chefredakteur ist Dominique Jung.
Neben der Tageszeitung veröffentlicht DNA auch Bücher im Verlag La Nuée Bleu (Die Blaue Wolke), meist mit Bezug zum Elsass. Der Verlag wurde 1921 gegründet und ist nach der Adresse der DNA in Straßburg benannt. Außerdem gibt DNA die populär-historische Vierteljahreszeitschrift Les Saisons d'Alsace (Die Jahreszeiten des Elsass) heraus, in der meist Dozenten der Universitäten Straßburg und Colmar über elsässische Themen schreiben.